# Sint-Eligiuskerk (Schinveld)
De Sint-Eligiuskerk is een kerkgebouw in Schinveld in de Nederlands Zuid-Limburgse gemeente Beekdaelen. De kerk ligt midden in de kern van het dorp aan een plein, het Wilhelminaplein, en de hoofdweg door het dorp. Ten zuidwesten van de kerk ligt de witte pastorie.
Het neogotische gebouw bestaat uit een deels ingebouwde westtoren met vijf geledingen en een ingesnoerde naaldspits, een driebeukig schip, een transept een driezijdig gesloten koor.
Het kerkgebouw is een rijksmonument en is gewijd aan Sint-Eligius.

## Geschiedenis
Rond 1500 werd de huidige toren gebouwd.
In 1887 werd het oude kerkgebouw afgebroken en in de periode 1889-1890 werd op dezelfde plaats een nieuwe kerk gebouwd naar het ontwerp van architect Johannes Kayser. De toren bleef daarbij behouden.
In 1902 werd de toren omklampt en verhoogd.

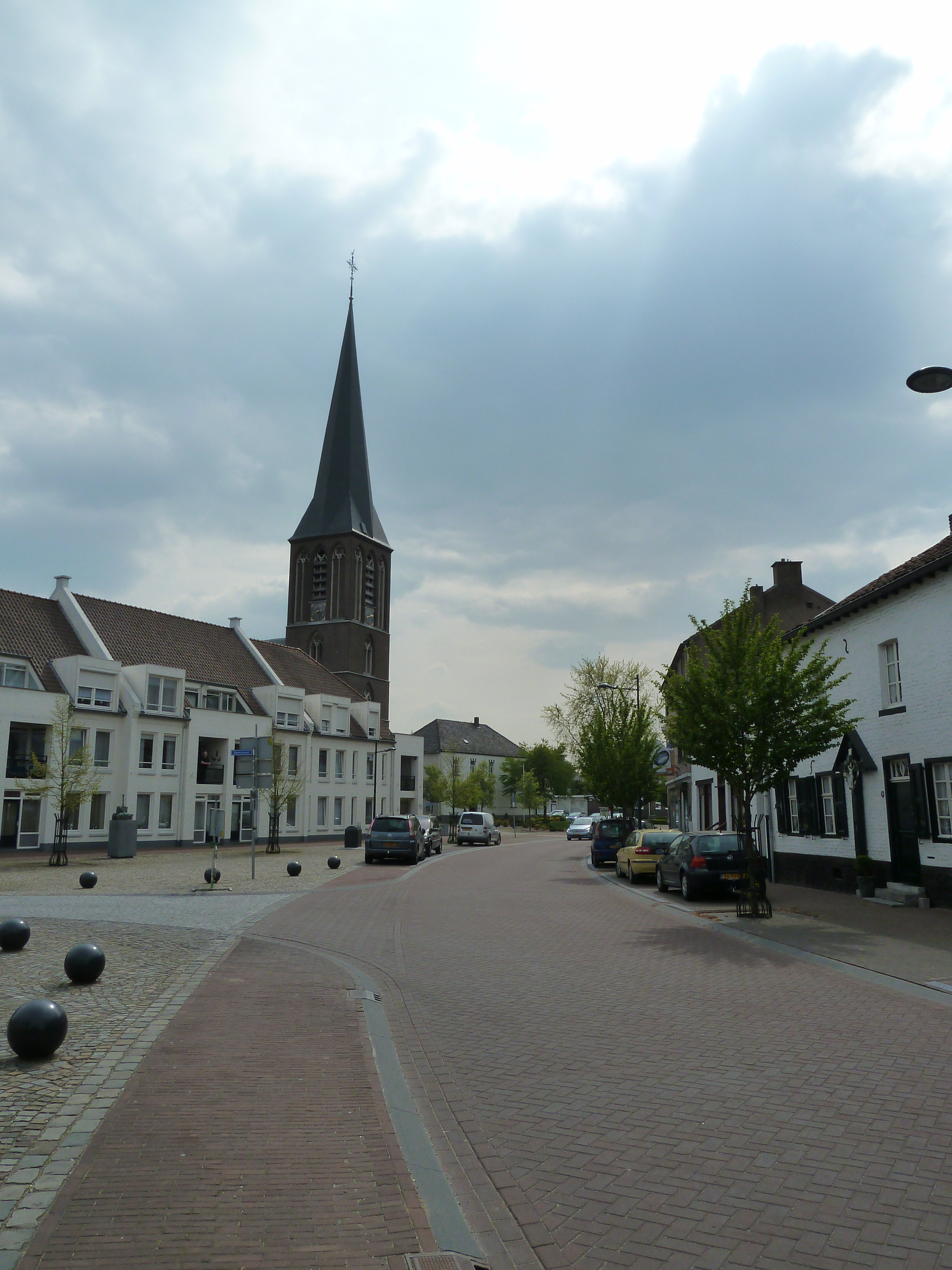
De kerk aan het Wilhelminaplein
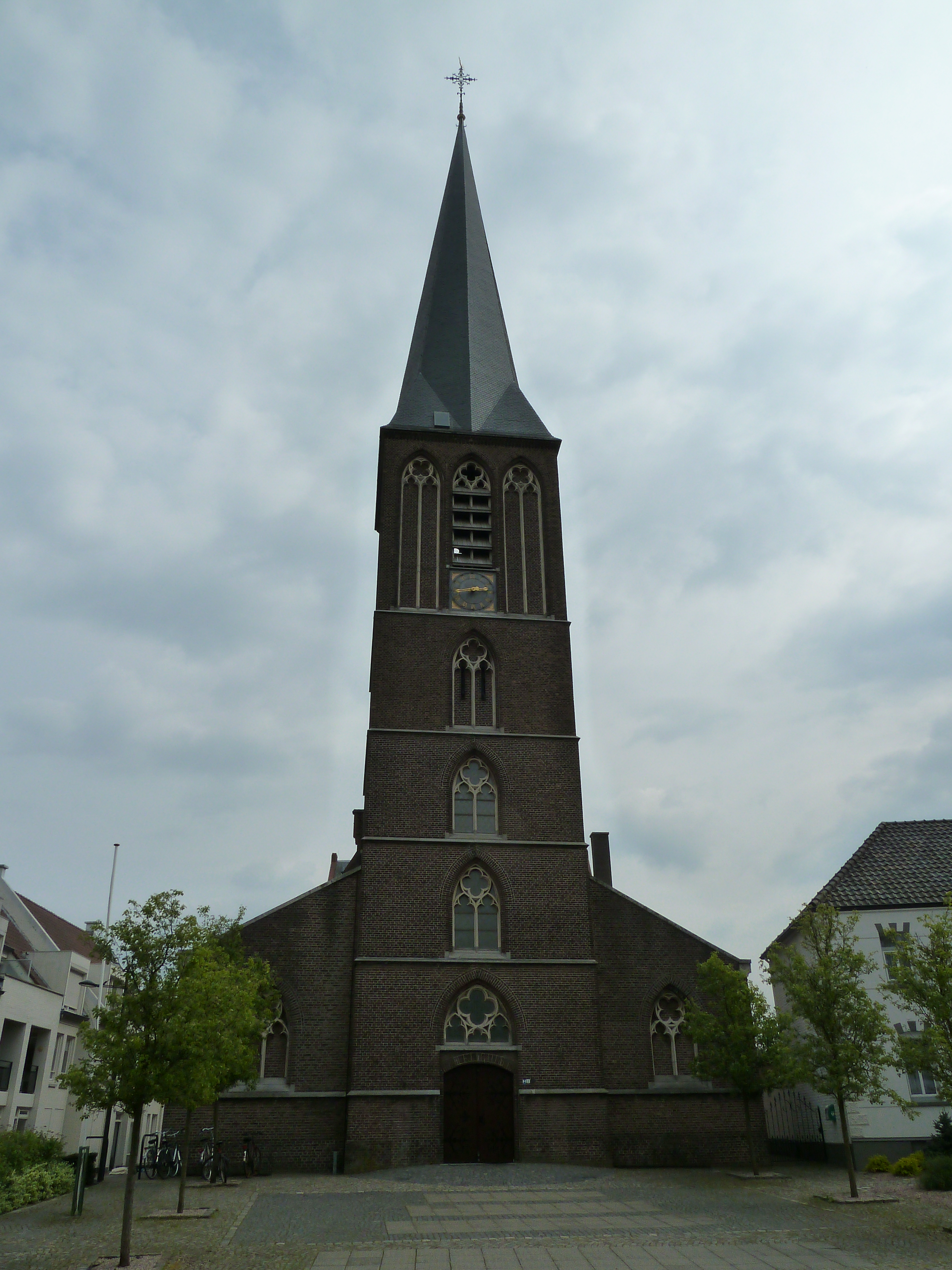
Voorzijde kerk